# Анцин
Анцин (китайски традиционен: 安慶, опростен: 安庆, пинин: Ānqìng) е градска префектура в провинция Анхуей, Източен Китай. Разположен е на най-голямата китайска река Яндзъ в югозападната част на провинцията си. Населението му е 4 472 667 жители, а площта му е 15 398 km². Намира се в часова зона UTC+8. Телефонният му код е 556. МПС кодът му е 皖H. Средната годишна температура е около 17 °C. Средната годишна влажност е 75,9%.